# Incidente ferroviario di Laces
L'incidente ferroviario di Laces è stato un incidente ferroviario avvenuto il 12 aprile 2010 sulla ferrovia della Val Venosta, tra le stazioni di Laces e Castelbello, circa 30 km a ovest  di Merano (BZ).

## L'incidente

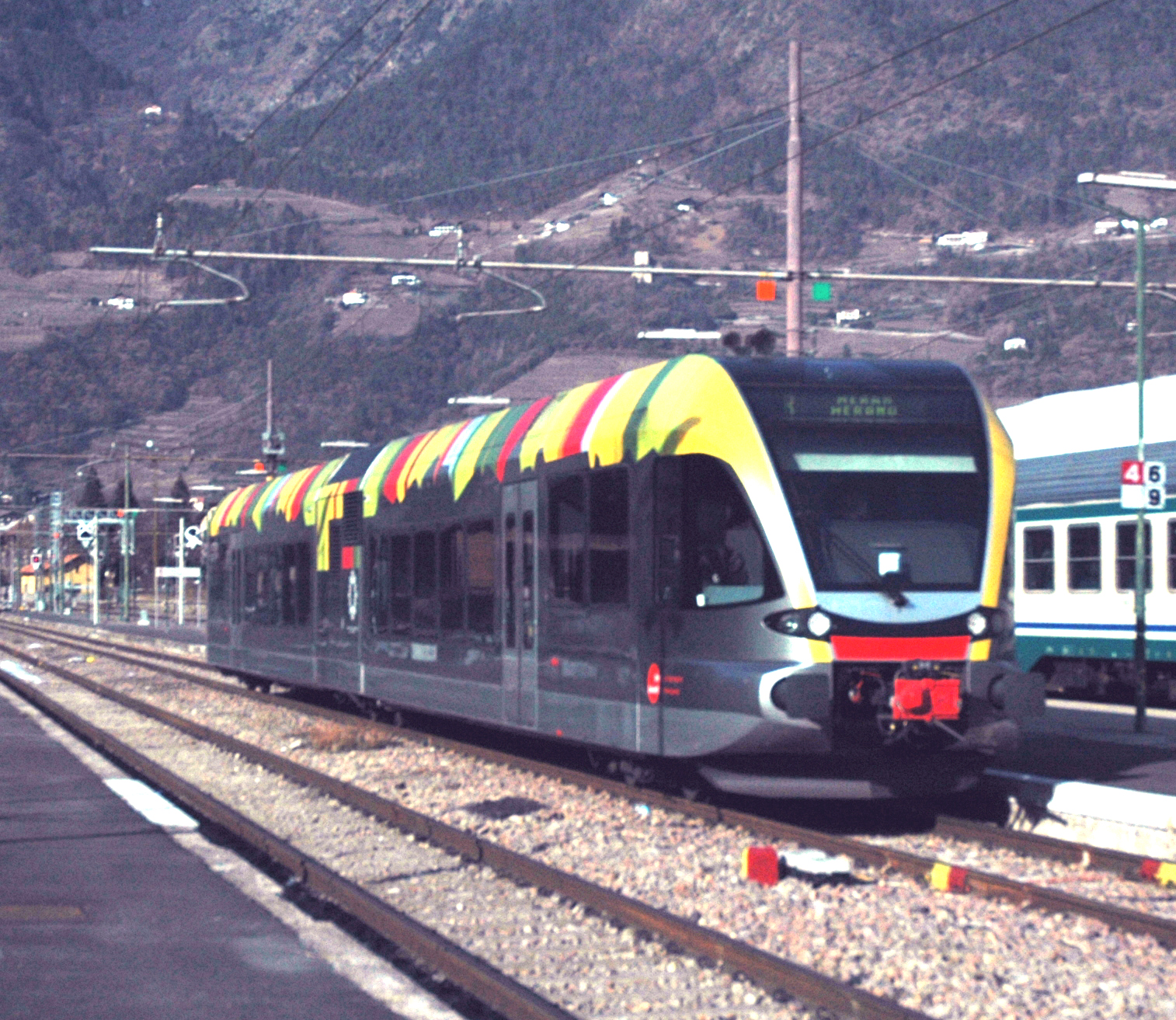
L'ATR 100 della SAD deragliato

Verso le ore 9:00 di mattina del 12 aprile 2010, una frana di 400 m³ di terra larga una decina di metri si distaccò dalla scarpata sovrastante il sedime della ferrovia della Val Venosta, nel territorio comunale di Laces, investendo il treno regionale 108 della SAD che stava percorrendo la tratta in direzione Merano. 
Il treno cadde nella vallata sottostante e s'incastrò tra gli alberi, che n'evitarono la caduta nell'alveo del fiume Adige. Nove persone persero la vita e ventotto rimasero ferite, sette delle quali in gravi condizioni.
I feriti furono trasportati negli ospedali di Merano, Silandro e Bolzano.
La causa dello smottamento venne individuata in una vasta infiltrazione d'acqua nel terreno soprastante la linea, causata dalla rottura di un tubo per l'irrigazione dei vicini campi di mele. La sede ferroviaria subì gravi danni: le operazioni di recupero del relitto, pulizia e ripristino dell'infrastruttura si protrassero per oltre un mese e mezzo; il servizio fu riattivato il 2 giugno seguente.

## L'inchiesta
La procura di Bolzano aprì un'inchiesta sulle cause del disastro, iscrivendo otto soggetti nel registro degli indagati: sei erano i gestori dell'impianto d'irrigazione guasto e due erano i proprietari del terreno franato.
La prima udienza del processo si tenne presso il tribunale di Bolzano il 25 gennaio 2013; il dibattimento si chiuse il 20 novembre 2015 con l'assoluzione di tutti gli imputati. 
Stando alle motivazioni della sentenza, l'incidente fu provocato solo ed esclusivamente da una valvola difettosa dell'impianto di irrigazione soprastante la ferrovia. La responsabilità umana, data l'imprevedibilità di tale evento, venne totalmente esclusa.

## Commemorazione
A seguito dell'incidente fu convocata una seduta straordinaria del consiglio provinciale di Bolzano; il presidente Luis Durnwalder proclamò una giornata di lutto in Alto Adige per il 13 aprile 2010, con le bandiere a mezz'asta su tutti gli edifici pubblici della provincia; il vescovo della Diocesi di Bolzano-Bressanone Karl Golser decise per lo stesso giorno di celebrare una messa di suffragio nella chiesa parrocchiale di Santa Maria Assunta di Silandro.
Nella stessa data, l'anno seguente, lungo la pista ciclabile che si trova sul lato opposto della valle dell'Adige, in corrispondenza del luogo dell'incidente fu posta una stele commemorativa, in memoria delle 9 vittime. Il monumento fu disegnato dallo scultore Karl Grasser e realizzato da Josef Mayr.

## Vittime
Le vittime furono nove, tutte originarie dell'Alto Adige:
- Franz Hohenegger, nato nel 1937 a Silandro, residente a Silandro
- Michaela Zöschg, nata nel 1976 a Prato allo Stelvio, residente a Agumes di Prato allo Stelvio
- Regina Tschöll, nata nel 1937 a Lasa, residente a Lasa
- Rosina Offner, nata nel 1974 a Silandro, residente a Tubre
- Judith Tappeiner, nata nel 1990 a Silandro, residente a Silandro
- Francesco Rieger, nato nel 1943 a Castelbello-Ciardes, residente a Castelbello-Ciardes
- Julian Hartmann, macchinista del treno, nato nel 1985 a Merano, residente a Merano
- Elisabeth Peer, nata nel 1988 a Silandro, residente a Malles Venosta
- Michaela Kuenz Oberhofer, nata nel 1992 a Martello, residente a Martello